# Carl Jenkinson
Carl Daniel Jenkinson (sinh ngày 8 tháng 2 năm 1992) là một cầu thủ bóng đá mang hai quốc tịch Anh và Phần Lan hiện đang chơi cho câu lạc bộ Arsenal ở vị trí Hậu vệ cánh. Anh có cha là người Anh và mẹ là người Phần Lan, và đã từng thi đấu cho cả Anh và Phần Lan ở cấp độ đội tuyển trẻ.

## Sự nghiệp cầu thủ

### Charlton Athletic
Jenkinson lần đầu đá cho Charlton trong trận bán kết Johnstone's Paint Trophy khu vực phía nam gặp câu lạc bộ Brentford trên sân Griffin Park vào tháng 12 năm 2010, anh thi đấu trong cả trận ở vị trí hậu vệ cánh phải.

### Arsenal
Jenkinson ký hợp đồng với Arsenal vào tháng 6 năm 2011, với mức phí chuyển nhượng không được tiết lộ (được cho là vào khoảng 1 triệu £).
Ngày 16 tháng 8 năm 2011, Jenkinson có trận đấu đầu tiên cho Arsenal ở vòng sơ loại cuối cùng UEFA Champions League gặp Udinese khi vào sân thay người ở hiệp 2 cho cầu thủ bị chấn thương Johan Djourou. Jenkinson lần đầu đá ở Premier League trong trận gặp Liverpool vào ngày 20 tháng 8 năm 2011. Anh tiếp tục có tên trong đội hình chính ở trận lượt về gặp Udinese và sau đó gặp Manchester United trên sân Old Trafford, mặc dù bị đuổi khỏi sân sau khi phạm lỗi với Javier Hernández. Anh vẫn kiến tạo cơ hội để Robin van Persie ghi bàn thắng thứ 2 cho Arsenal trong trận thua 8–2 trước Manchester United.
Jenkinson tiếp tục kéo dài số trận đá chính cho Arsenal với một phong độ ấn tượng trận gặp West Bromwich.

## Thống kê sự nghiệp

### Câu lạc bộ
Tính đến ngày 31 tháng 10 năm 2015.
| Câu lạc bộ                | Mùa giải            | Premier League      | Premier League | Premier League | FA Cup | FA Cup | League Cup | League Cup | Châu Âu | Châu Âu | Khác | Khác | Tổng cộng | Tổng cộng |
| Câu lạc bộ                | Mùa giải            | Hạng                | Trận           | Bàn            | Trận   | Bàn    | Trận       | Bàn        | Trận    | Bàn     | Trận | Bàn  | Trận      | Bàn       |
| ------------------------- | ------------------- | ------------------- | -------------- | -------------- | ------ | ------ | ---------- | ---------- | ------- | ------- | ---- | ---- | --------- | --------- |
| Welling United (mượn)     | 2009–10             | Conference South    | 10             | 0              | 0      | 0      | —          | —          | —       | —       | 0    | 0    | 10        | 0         |
| Charlton Athletic         | 2010–11             | League One          | 8              | 0              | 0      | 0      | 0          | 0          | —       | —       | 1    | 0    | 9         | 0         |
| Eastbourne Borough (mượn) | 2010–1              | Conference Premier  | 4              | 0              | 0      | 0      | —          | —          | —       | —       | 1    | 0    | 5         | 0         |
| Arsenal                   | 2011–12             | Premier League      | 9              | 0              | 0      | 0      | 1          | 0          | 4       | 0       | —    | —    | 14        | 0         |
| Arsenal                   | 2012–13             | Premier League      | 14             | 0              | 1      | 0      | 1          | 0          | 5       | 0       | —    | —    | 21        | 0         |
| Arsenal                   | 2013–14             | Premier League      | 14             | 1              | 3      | 0      | 2          | 0          | 3       | 0       | —    | —    | 22        | 1         |
| Arsenal                   | Tổng cộng           | Tổng cộng           | 37             | 1              | 4      | 0      | 4          | 0          | 12      | 0       | —    | —    | 57        | 1         |
| West Ham United (loan)    | 2014–15             | Premier League      | 32             | 0              | 4      | 0      | 0          | 0          | —       | —       | —    | —    | 36        | 0         |
| West Ham United (loan)    | 2015–16             | Premier League      | 9              | 2              | 0      | 0      | 0          | 0          | 1       | 0       | —    | —    | 10        | 2         |
| Tổng cộng sự nghiệp       | Tổng cộng sự nghiệp | Tổng cộng sự nghiệp | 100            | 3              | 8      | 0      | 4          | 0          | 13      | 0       | 2    | 0    | 127       | 3         |

### Quốc tế
Tính đến ngày 14 tháng 11 năm 2012.
| Đội tuyển quốc gia | Năm       | Trận | Bàn |
| ------------------ | --------- | ---- | --- |
| Anh                | 2012      | 1    | 0   |
| Tổng cộng          | Tổng cộng | 1    | 0   |